# Mike Will Made It
Michael Len Williams II (født 23. marts 1989) eller bedre kendt som Mike Will Made It, er en amerikansk musikproducer, label ejer og manager for sin egen gruppe Rae Sremmurd (Ear Drummers bagfra).